# Ludwig Grande
Ludwig Grande (auch Ludwig Eduard Johann Grande)  (* 26. April 1865 in Teltsch, Mähren; † 25. Juli 1940 in Troppau) war ein deutschböhmischer Musiker, Dirigent, Komponist, Musiklehrer und Maler.

## Leben und Wirken

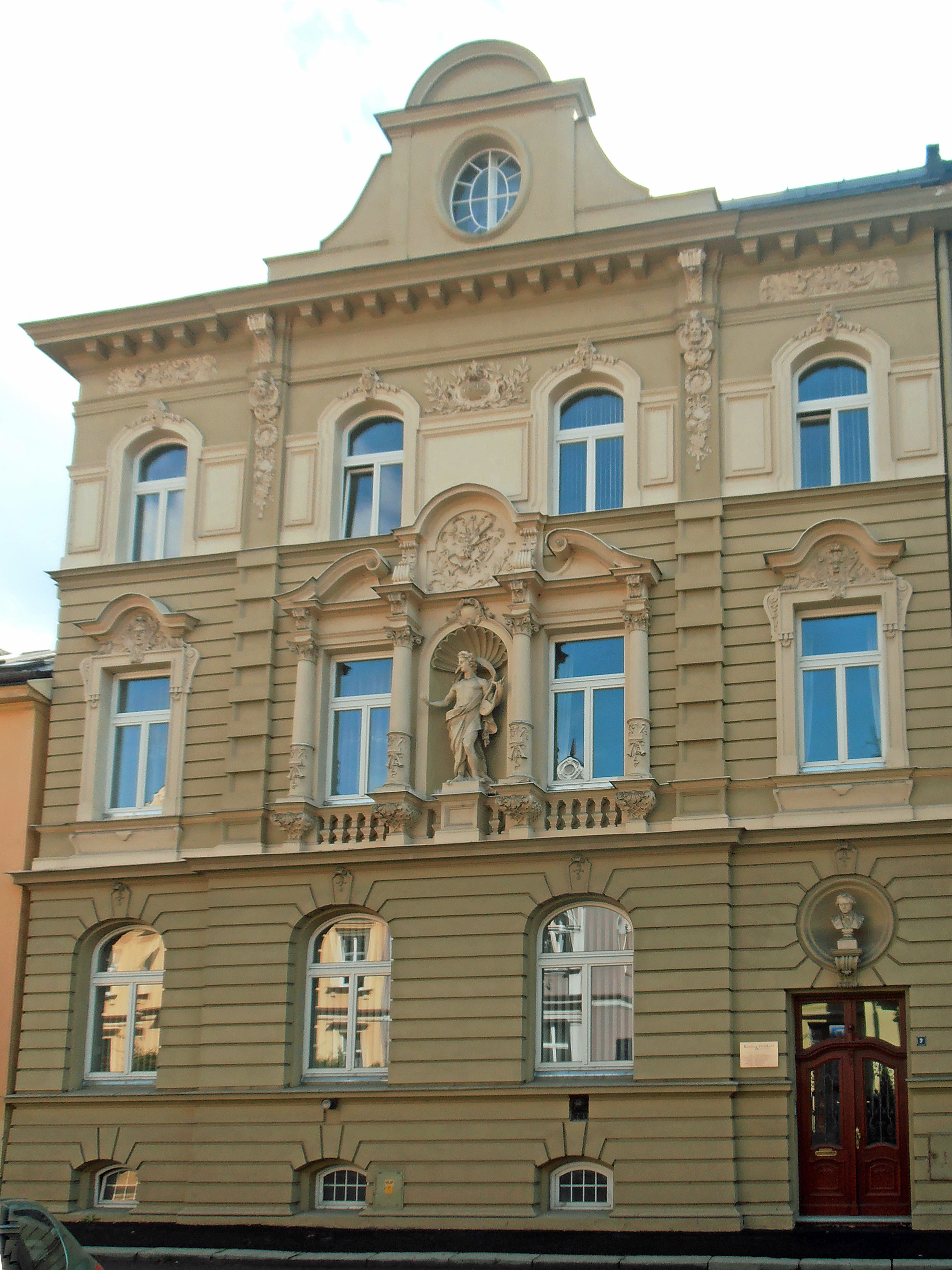
Ehemalige Grande-Musikschule Opava, Lidická 809/7, jetzt Wohnhaus

Sein Vater Josef Grande war Gutsverwalter des Grafen Podstatzky-Liechtenstein in Teltsch und ab 1875 in Schlakau (Slavkov) bei Troppau. Das Musikleben der Stadt Troppau veranlasste Ludwig Grande, sich der Musik zu widmen.
Von 1881 bis 1886 studierte er am Wiener Konservatorium der Gesellschaft der Musikfreunde in Wien, u. a. auch bei Anton Bruckner (1824–1896) Harmonielehre, Kontrapunkt und Orgel und schloss im Juni 1886 mit dem Diplom seine Studien ab. Seine weitere Ausbildung erfolgte bei den Komponisten Franz Krenn (1816–1897) und Theodor Leschetizky (1830–1915). Neben seiner musikalischen verfügte er auch über eine zeichnerische Begabung. Ein Angebot als erster Dirigent an der  Rigaer Oper nahm er nicht an.
Im Jahr 1890 heiratete er Magdalene Waldmüller, die Großnichte des Malers Ferdinand Waldmüller (1793–1865), und übersiedelte nach Troppau. Hier gründete Ludwig Grande im August 1890 eine Musikschule, die sich im Laufe der Zeit zum bedeutendsten schlesischen Musikpädagogikinstitut mit Zweigstellen in Jägerndorf, Friedeck und Freiwaldau entwickelte. Im Jahr 1892 ließ er für die Musikschule in Troppau ein eigenes Gebäude in der Lidická-Straße 809/7 errichten, das vom Architekten Josef Hruschka im Stil des Neobarock entworfen wurde. 
An der Fassade befindet sich noch heute eine Skulptur mit Lyra (Allegorie der Musik) und über dem Haupteingang eine Büste von Beethoven.
Ab 1893 wirkte er als Leiter der städtischen Symphoniekonzerte und als Dirigent des Troppauer Stadtorchesters, mit dem er anspruchsvolle sinfonische Werke (z. B. von Mozart, Beethoven, Bruckner und Mahler) aufführte. Von 1901 bis 1917 war er Musikdirektor in Troppau. In seiner Zeit als Leiter der Singakademie von 1912 bis 1927 fanden Aufführungen von Chorwerken und Oratorien statt, z. B. mit Werken von Beethoven (Missa solemnis, Christus am Ölberg), Brahms (Ein deutsches Requiem), Bach (Johannes-Passion) und Händel (Messias).
Ludwig Grande war ein produktiver Komponist und schrieb u. a. 19 Sinfonien, Kantaten, Opern, Oratorien, Lieder und Kammermusik. Seine Heimatstadt inspirierte ihn zur Symphonie „Teltsch“, die 1928 in Troppau uraufgeführt wurde. 
Von seinen Werken sind jedoch nur wenige Arbeiten erhalten geblieben. Er war auch ein erfolgreicher Maler.
Grande schrieb auch eine ausführliche Familienchronik und Autobiografie mit vielen Zeichnungen und Karikaturen, die der Familie nach dem Krieg verloren ging, aber von seinem Enkel Fritz Kaiser im Schlesischen Landesarchiv Troppau wiederentdeckt wurde.